# 格蘭特 (加利福尼亞州因約縣)
格蘭特（英語：Grant）是位於美國加利福尼亞州因約縣的一個非建制地區。該地的面積和人口皆未知。

## 地理
格蘭特的座標為36°15′20″N 117°59′38″W / 36.25556°N 117.99389°W，而該地的平均海拔高度為1147米（即3730英尺）。